# Deutsche Gesellschaft

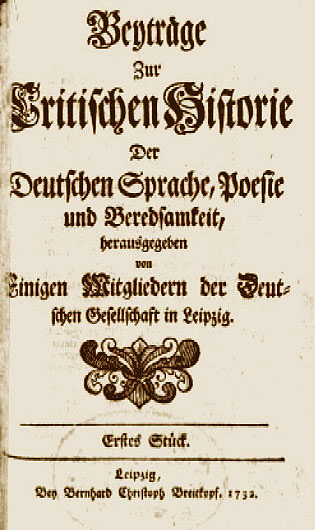
Beyträge zur Critischen Historie der Deutschen Sprache, Poesie und Beredsamkeit, Leipzig, 1732

Die Deutsche Gesellschaft war eine Sprachgesellschaft in Leipzig in der Zeit des Spätbarock und der Aufklärung. Zu ihren Zielen zählte die Förderung der deutschen Sprache und deren Emanzipation gegenüber dem Lateinischen und Französischen, später die Durchsetzung der neuhochdeutschen Schriftsprache über den gesamten deutschsprachigen Raum.
Nachdem ihr prominentestes Mitglied Johann Christoph Gottsched im Streit ausgeschieden war, verlor die Gesellschaft rasch an Bedeutung. 1945 wurde sie aufgelöst.

## Geschichte

### 1697: Vertrautes Görlitzisches Collegium Poeticum
Die Wurzeln der Deutschen Gesellschaft beginnen bei der am 3. Januar 1697 gegründeten Görlitzer Poetengesellschaft, die Vertrautes Görlitzisches Collegium Poeticum genannt wurde. Die vier Gründer Christoph Urban, Johann Christoph Haßfurt, Johann Heinrich Krause und Johann Adam Schön waren einst Schüler des Görlitzer Gymnasiums und besuchten zum Zeitpunkt der Gründung Poetik-Vorlesungen unter Johann Burckhardt Mencke in Leipzig. Das Dichterkränzchen hatte zunächst nur regionale Bedeutung, wobei seine Wurzeln gerade in der zweisprachigen Oberlausitz für die spätere ideologische Ausrichtung nicht unerheblich sind.

### 1717: Teutschübende Poetische Gesellschaft
Ab 1717 verlagerte sich der regionale Schwerpunkt nach Leipzig. Der Dichter und Professor für Geschichte Johann Burckhardt Mencke übernahm die Führung des Dichterkreises, der sich von nun an Teutschübende Poetische Gesellschaft nannte. Unter diesem Namen wird sie auch meist in der Sekundärliteratur geführt, denn erst der Germanist Detlef Döring konnte 2002 die Görlitzer Vorläuferorganisation belegen.
Unter dem sich „Philander von der Linde“ nennenden Mencke und dem späteren Zwickauer Rektor Christian Clodius (1694–1778) bekam die Gesellschaft auch erstmals eine sprachpflegerische Ausrichtung, wobei sich die Mitglieder allerdings nicht auf ein gemeinsames Ziel einigen konnten.

### 1727: Deutsche Gesellschaft
Erst dem 1724 eingetretenen und aus Königsberg stammenden Johann Christoph Gottsched gelang es, der Gesellschaft 1727 eine neue Verfassung zu geben, wodurch ein neuer Typus einer überregional aktiven sprachpflegerischen Institution geschaffen wurde. Dabei stand explizit die Académie française Pate. Der neue Anspruch wurde auch durch eine Namensänderung in Deutsche Gesellschaft ausgedrückt.
Das Ziel der Gesellschaft war seitdem auf die Konstruierung einer von Fremdwörtern gesäuberten und von mundartlichen Färbungen freien überregionalen deutschen Einheitssprache gerichtet. In der Satzung hieß es:

„Man soll sich allezeit der Reinigkeit und Richtigkeit der Sprache befleissigen; das ist, nicht nur alle ausländischen Wörter, sondern auch alle Deutsche unrichtige Ausrückungen und Provinzial-Redensarten vermeiden; so daß man weder Schlesisch noch Meißnisch, weder Fränkisch noch Niedersächsisch, sondern rein Hochdeutsch schreibe; so wie man es in ganz Deutschland verstehen kan.“

Mit dem französischen Vorbild steckte man sich ein ehrgeiziges Ziel, denn die Wirklichkeit im deutschsprachigen Raum entsprach überhaupt nicht den Gegebenheiten in Frankreich. Zum einen gab es viele kleine und größere deutschsprachige Fürstentümer, Grafschaften und Territorien, die sich in dieser Zeit erst zu modernen, meist absolutistisch regierten Staatsgebilden formten. Zum anderen war der gesamte deutschsprachige Raum tief gespalten in einen protestantischen Norden und einen katholischen Süden. Diese Spaltung betraf nicht nur die Religion, sondern auch die Ebene der Sprache. Im protestantischen Norden und der Mitte Deutschlands hatte sich bereits seit dem frühen 17. Jahrhundert die auf Martin Luther zurückgehende frühneuhochdeutsche Sprache durchgesetzt, die seitdem von den deutschen Sprachpuristen weiterentwickelt worden war. Im katholischen Süden gab es hingegen mit der oberdeutschen Schreibsprache eine zweite, eigenständige Schriftsprache. Deren Literaturproduktion hinkte zwar den protestantischen Ländern etwas hinterher, da man im katholischen Süden noch vermehrt auf Latein publizierte, doch begannen gerade in dieser Zeit die bayerischen und österreichischen Gelehrten sowie der katholische Klerus damit, die oberdeutsche Konkurrenznorm auszubauen. So war etwa erst kurze Zeit zuvor in München 1722 der „bayerische Musenberg“ oder Parnassus Boicus mit dem erklärten Ziel gegründet worden, die bairisch-österreichische Schreibvariante als überregionale Schriftsprache zu etablieren. In den reformierten Teilen der Schweiz hatte man durch die alemannische Zürcher Bibelübersetzung noch einmal eine andere, dritte deutsche Schriftsprache.
Johann Christoph Gottsched begann sein Projekt mit Nachdruck voranzutreiben, und schon kurz nach der Umgründung entstanden in verschiedenen Städten Filialen der Leipziger Muttergesellschaft, so etwa 1728 in Jena, 1732 in Weimar, 1733 in Halle und 1738 in Göttingen und Wittenberg. Später sollten noch weitere Tochtergesellschaften von Bern über Straßburg bis Berlin, Greifswald, Danzig und Königsberg dazukommen. Diese Tochtergesellschaften beschränkten sich zunächst ausschließlich auf die dem sächsischen Deutsch ohnehin wohlgesinnten evangelischen Regionen.
Als Kommunikationsmedium dienten den teilnehmenden Schriftstellern und Gelehrten dabei die Briefkorrespondenz sowie von der Gesellschaft herausgegebene Zeitschriften. In Leipzig selbst publizierte Gottsched die Beyträge zur Critischen Historie der deutschen Sprache, Poesie und Beredsamkeit, von denen 1732 ein erster Sammelband erschien. Diese Schriften widmeten sich im Sinne der Aufklärung den aktuellen Themen der Wissenschaft, der Sprachkritik und Sprachplanung sowie Rezensionen der literarischen Neuerscheinungen. Das große Ziel der Gesellschaft, die offizielle Anerkennung als Akademie der Wissenschaften zu erreichen, scheiterte an Spannungen mit dem Dresdner Hof.

### 1738: Bruch mit Gottsched

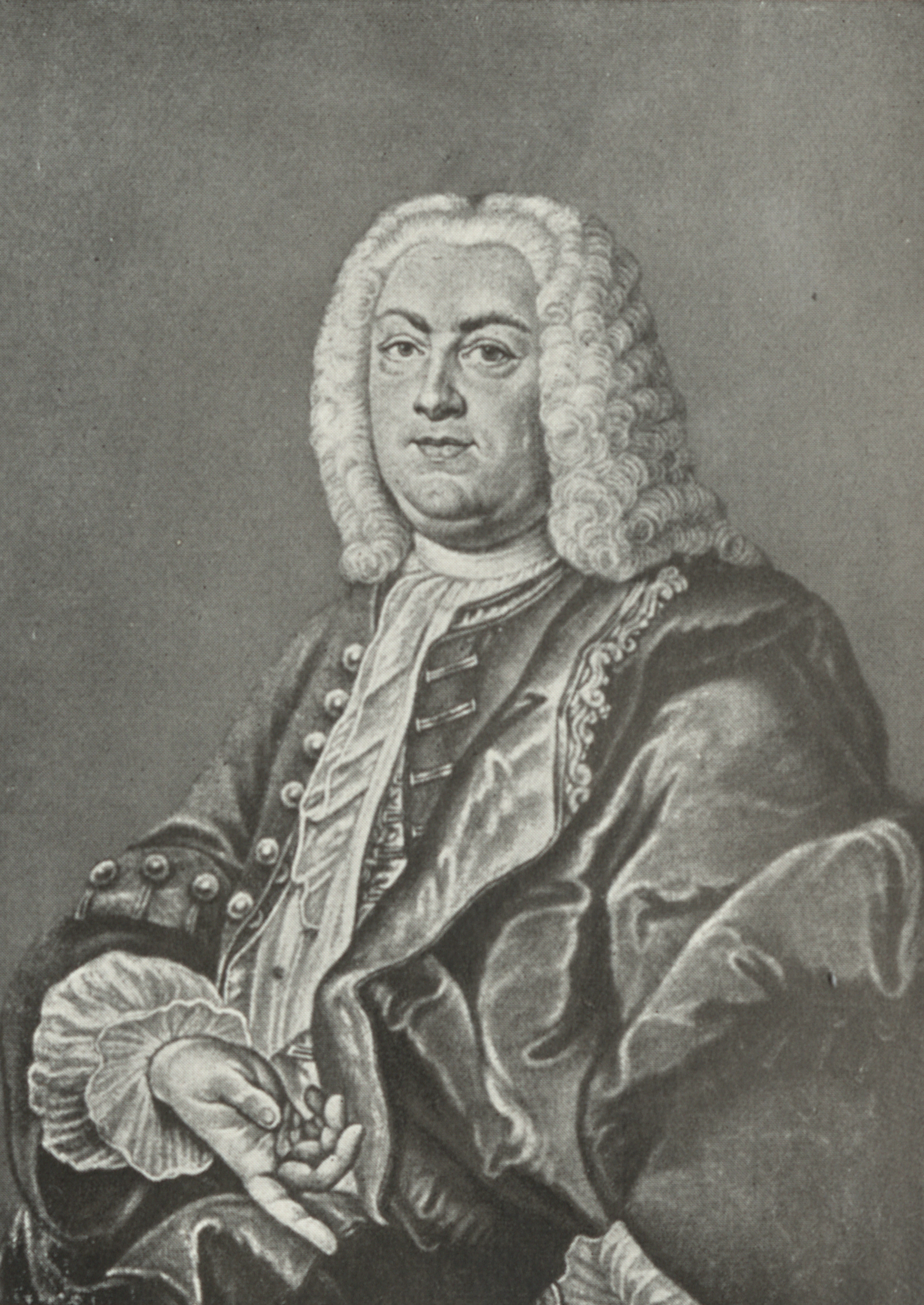
Johann Christoph Gottsched, 1744

Neben dieser Niederlage kam es immer mehr zu internen Streitigkeiten, da Gottsched, der 1730 außerordentlicher Professor für Poesie, 1734 ordentlicher Professor für Logik und Metaphysik in Leipzig wurde, an der Universität Karriere und zugleich die Deutsche Gesellschaft immer mehr zu seinem persönlichen überregionalen Sprachrohr machte. Zunächst hatten zahlreiche Schriftsteller und Sprachgelehrte mit der Leipziger Gesellschaft korrespondiert; darunter befand sich sogar der bayerisch-österreichische Grammatiker Johann Balthasar Antesperg, der 1734 seine „Schreibtabellen“ zur Begutachtung übersandt hatte und 1735 persönlich nach Leipzig reiste. 
Nun aber gab es immer mehr Kritik an der sprachpolitischen Ausrichtung der Gesellschaft und dem diktatorischen Führungsstil Gottscheds. Besonders der Streit mit den angesehenen Schweizer Philologen Johann Jakob Bodmer und Johann Jakob Breitinger ließ die Autorität des Seniors, so der Titel des Leiters, schwinden. Streitigkeiten über seinen „diktatorischen“ Führungsstil und gekränkte weibliche Eitelkeit trugen dazu bei, dass es am 11. Juni 1738 zum Bruch kam und Gottsched aus der Deutschen Gesellschaft austrat.
Seiner persönlichen Karriere schadete das nicht. Er wurde 1739 Rektor der philosophischen Fakultät der Universität Leipzig. Er befasste sich weiter intensiv mit Sprachkritik, Literatur- und Theatertheorie und gab weiterhin die Beyträge heraus.

### Weitere Entwicklung
Die Leipziger Deutsche Gesellschaft oder Societas Philoteutonico Poetica, wie in dieser Zeit ihr lateinischer Name lautete, verlor mit ihrem prominenten Senior rasch an Bedeutung. 1745 gründete Gottsched zudem zwei neue Zeitschriften, den Neuen Büchersaal der schönen Wissenschaften und freyen Künste sowie Das Neueste aus der anmuthigen Gelehrsamkeit, die fortan eine wichtige Rolle in der überregionalen Gelehrtendiskussion spielten. Die Leipziger Gesellschaft wurde auf eine regionale Bedeutung zurückgeworfen. Obwohl sie noch andere prominente Mitglieder hatte und weiterhin Zusammenkünfte stattfanden, erschienen kaum noch Publikationen.
1827 wurde der Name nochmals geändert in Deutsche Gesellschaft zur Erforschung Vaterländischer Sprache und Altertümer in Leipzig. Im Dezember 1943 wurden ihre Bestände beim Luftangriff auf Leipzig vernichtet. 1945 wurde die Gesellschaft aufgelöst.

## Präsidenten
- Daniel Heinrich Arnoldt, 1770